# Dziwaczek

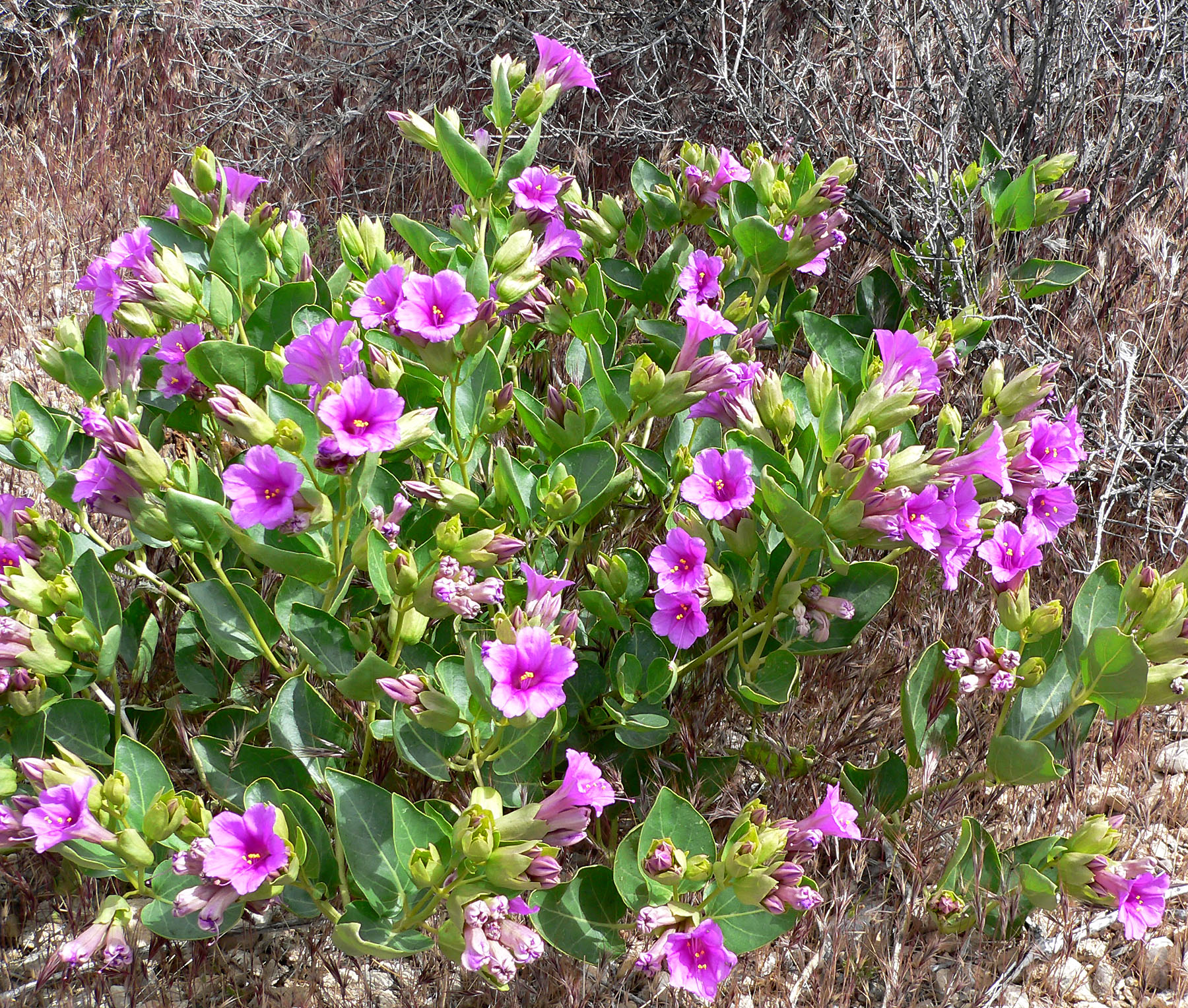
Mirabilis multiflora

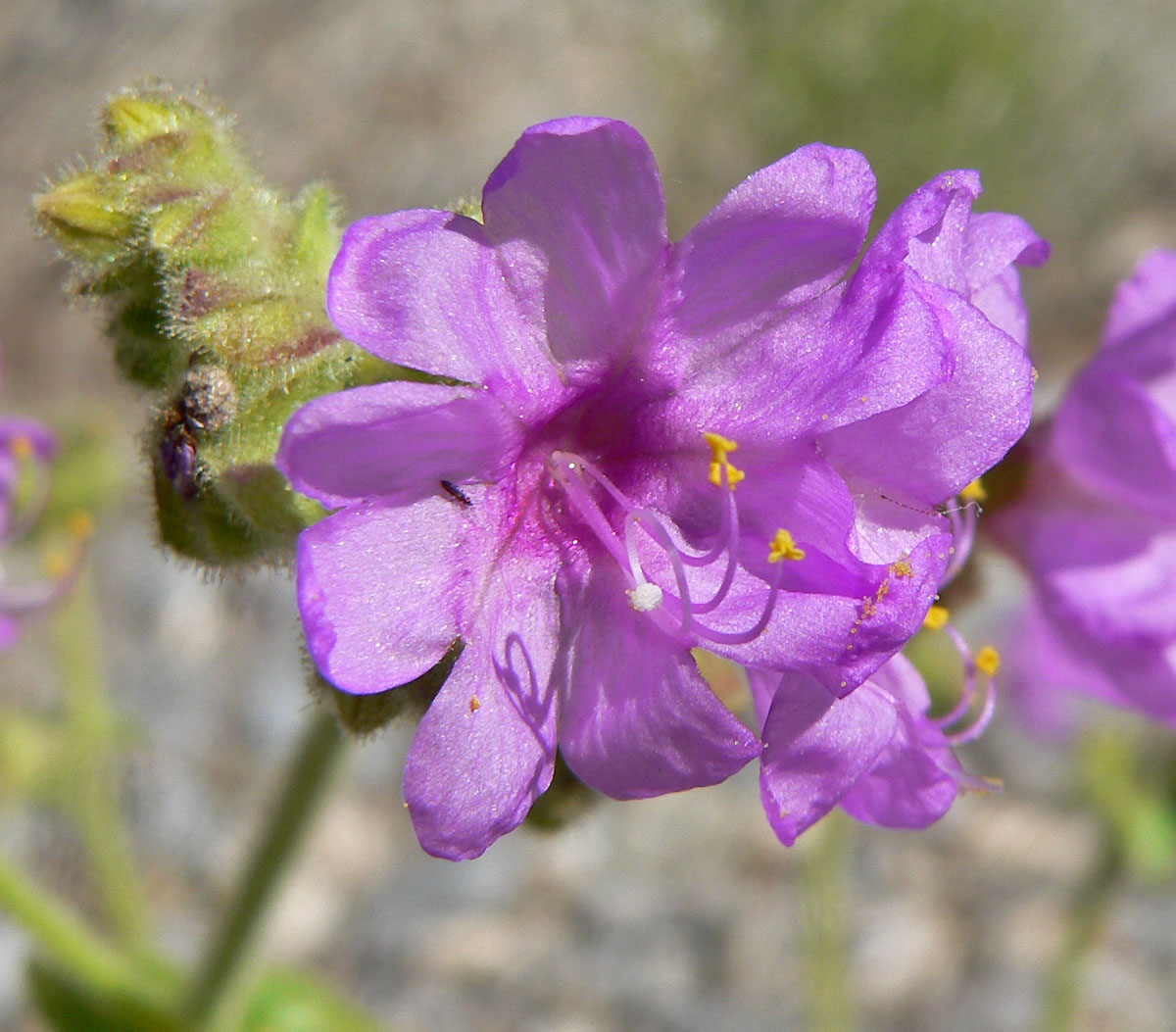
Mirabilis albida

Dziwaczek (Mirabilis) – rodzaj roślin zielnych z rodziny nocnicowatych. Należy do niego około 60 gatunków. Zasięg rodzaju obejmuje strefy międzyzwrotnikową i umiarkowane na obu kontynentach amerykańskich. Jeden gatunek M. himalaica występuje także w południowej Azji. Poza tym niektóre gatunki rozprzestrzenione zostały w uprawie i występują zdziczałe poza obszarem naturalnego występowania. Najszerzej rozprzestrzeniony w świecie jest dziwaczek jalapa M. jalapa. W Polsce kilka gatunków jest uprawianych, przejściowo dziczeje dziwaczek owłosiony M. albida.
Niektóre gatunki uprawiane są jako ozdobne, zwłaszcza kwitnący wieczorem dziwaczek jalapa. Kwiaty tego gatunku wykorzystywane są w Chinach do barwienia słodyczy na kolor karmazynowy. Proszek z miażdżonych nasion stosowany jest w Japonii w kosmetykach. Spichrzowe korzenie dziwaczka jadalnego M. expansa oraz M. multiflora były od czasów prehistorycznych ważnym źródłem pożywienia. 

## Morfologia
PokrójRośliny zielne, zwykle byliny, często drewniejące u nasady, rzadziej jednoroczne. Pędy nagie lub owłosione, nierzadko lepko, wzniesione lub płożące, osiągające do 1 m wysokości, zwykle silnie rozgałęzione. Korzeń palowy cienki lub zgrubiały.
LiścieNaprzeciwległe, ogonkowe lub siedzące. Blaszka liściowa cienka lub mięsista.
KwiatyZwykle zebrane po kilka-kilkanaście w wierzchotkowe kwiatostany, czasem pojedyncze, wyrastające szczytowo lub w kątach liści. Kwiatostany wsparte są 5 zrośniętymi lub wolnymi podsadkami, tworzącymi mniej lub bardziej rozdętą okrywę. Kwiaty są obupłciowe, czasem klejstogamiczne (wówczas ze zredukowaną koroną). Kielich z 5 działkami. Korona także z 5 płatków, zrosłych w długą rurkę (zwężoną nad zalążnią, lejkowatą lub dzwonkowatą) i rozpostartych szeroko na końcu. Pręcików jest od 3 do 6, wystających z rurki korony. Zalążnia 5-komorowa, z pojedynczą szyjką słupka, zakończoną główkowatym znamieniem.
OwocePięciokanciaste (rzadziej czterokanciaste), wielonasienne torebka kształtu kulistego, owalnego lub jajowatego, gładkie lub owłosione.

## Systematyka
Pozycja systematyczna
Rodzaj z rodziny nocnicowatych (Nyctaginaceae) z plemienia Nyctagineae
Wykaz gatunków
- Mirabilis acuta (Reiche) Heimerl
- Mirabilis aggregata (Ortega) Cav.
- Mirabilis albida (Walter) Heimerl – dziwaczek szorstki
- Mirabilis alipes (S.Watson) Pils
- Mirabilis austrotexana B.L.Turner
- Mirabilis bracteosa (Griseb.) Heimerl
- Mirabilis campanulata Heimerl
- Mirabilis coccinea (Torr.) Benth. & Hook.f. – dziwaczek szkarłatny
- Mirabilis × collina Shinners
- Mirabilis comata (Small) Standl.
- Mirabilis cordifolia (Kunze ex Choisy) Heimerl
- Mirabilis donahooana Le Duc
- Mirabilis elegans (Choisy) Heimerl
- Mirabilis expansa (Ruiz & Pav.) Standl. – dziwaczek jadalny
- Mirabilis exserta Brandegee
- Mirabilis gigantea (Standl.) Shinners
- Mirabilis glabra (S.Watson) Standl.
- Mirabilis glabrifolia (Ortega) I.M.Johnst.
- Mirabilis glutinosa Kuntze
- Mirabilis gracilis (Standl.) Le Duc
- Mirabilis grandiflora (Standl.) Standl.
- Mirabilis greenei S.Watson
- Mirabilis himalaica (Edgew.) Heimerl
- Mirabilis hintoniorum Le Duc
- Mirabilis intercedens Heimerl
- Mirabilis jalapa L. – dziwaczek jalapa
- Mirabilis laevis (Benth.) Curran
- Mirabilis latifolia (A.Gray) Diggs, Lipscomb & O'Kennon
- Mirabilis linearis (Pursh) Heimerl
- Mirabilis longiflora L. – dziwaczek długokwiatowy
- Mirabilis longipes (Standl.) Standl.
- Mirabilis macfarlanei Constance & Rollins
- Mirabilis melanotricha (Standl.) Spellenb.
- Mirabilis muelleri Standl.
- Mirabilis multiflora (Torr.) A.Gray
- Mirabilis nesomii B.L.Turner
- Mirabilis nyctaginea (Michx.) MacMill.
- Mirabilis oaxacae Heimerl
- Mirabilis oligantha (Standl.) J.F.Macbr.
- Mirabilis ovata (Ruiz & Pav.) F.Meigen
- Mirabilis oxybaphoides (A.Gray) A.Gray
- Mirabilis polonii Le Duc
- Mirabilis pringlei Weath.
- Mirabilis prostrata (Ruiz & Pav.) Heimerl
- Mirabilis pudica Barneby
- Mirabilis pulchella Standl. & Steyerm.
- Mirabilis rotundifolia (Greene) Standl.
- Mirabilis russellii Le Duc
- Mirabilis sanguinea Heimerl
- Mirabilis × serotina Shinners
- Mirabilis suffruticosa (Standl.) Standl.
- Mirabilis tenuiloba S.Watson
- Mirabilis texensis (J.M.Coult.) B.L.Turner
- Mirabilis trollii Heimerl
- Mirabilis urbani Heimerl
- Mirabilis violacea (L.) Heimerl
- Mirabilis viscosa Cav.
- Mirabilis watsoniana Heimerl
- Mirabilis weberbaueri Heimerl